# Michele Castelli Guaccero
Michele Guaccero Castelli, nato Guacci, cognome modificato per adozione (Altamura, 24 novembre 1877 – Roma, 24 agosto 1973) è stato un prefetto, diplomatico e politico italiano.
Nell'amministrazione dell'interno dal 1902 è stato prefetto, presidente della Camera di commercio ed alto commissario a Napoli, ministro plenipotenziario a Fiume, inviato straordinario in missioni diplomatiche, consigliere di stato. Senatore dal 1929, dichiarato decaduto dall'Alta corte di giustizia per le sanzioni contro il fascismo con sentenza del 6 giugno 1945.